# Жуковка
Жуковка (на руски: Жуковка) е град в Русия, административен център на Жуковски район, Брянска област. Населението на града към 1 януари 2018 година е 16 878 души.

## Географска характеристика
Градът е разположен по левия бряг на река Десна, на 56 км от Брянск.